# Malcolm Loughead
Malcolm Loughead (Lockheed) född i Kalifornien, var en amerikansk affärsman, uppfinnare och flygplanskonstruktör.
När hans föräldrar John och Flora Loughead separerade flyttade han med sin mor och syskon till Santa Barbara. Senare flyttade familjen till en gård utanför Alma i Kalifornien, där bröderna Loughead såg professor John J. Montgomery genomföra sina experiment med glidflygplan.
Halvbrodern Victor, som var mycket intresserad av bilar och flygplan, flyttade från familjen till Chicago, där han kom i kontakt med bilhandlaren James E. Plew, medan Malcolm lämnade hemmet 1904 för ett arbete som mekaniker vid White Steam Car Company i San Francisco.
Brodern Allan, som arbetade som flyglärare vid International Aeroplane Manufacturing Company i Chicago, flyttade efter ett flyghaveri åter till San Francisco 1912 för att arbeta som bilmekaniker. Där övertalade han Malcolm att hjälpa till med byggandet av en flygbåt. Tillsammans byggde de tre sjöflygplan som de flög med från San Franciscobukten. Då de hela tiden drogs med ekonomiska problem lyckades de övertala Max Mamlock, som drev Alco Cab Company, att investera 4 000 dollar i flygplansutvecklingen. Efter 18 månader var deras Loughead Model G klar. Den döptes till ALCO NO. 1. Allan genomförde en lyckad provflygning från Golden Gate till San Franciscobukten med flygbåten.
Model G var den första flygfarkost som bar Lougheads namn, och den var konstruktionsmässigt långt före andra flygbåtar vid tidpunkten. Mamlock tappade snart intresset för flygning och flygbåten ställdes åt sidan. Om bröderna Loughead ville ha den åter kunde de köpa den för 4 000 dollar. Bröderna, som saknade pengar, for ut för att leta guld i Kaliforniens ödemark. Trots två års letande hittade de inte så mycket att det räckte till ett återköp. Efter att de träffat Paul Meyer lyckades de med hans ekonomiska stöd återköpa flygbåten för att starta flygbolaget Panama-Pacific International Exposition i San Francisco 1915. På fem månader transporterade man 600 betalande passagerare. Under våren 1916 flyttade de verksamheten till Santa Barbara där de förutom passagerarflygning även flög taxiflyg och anlitades av filmbolag för luftfotografering.
Samma år grundade bröderna företaget Loughead Aircraft Manufacturing Company i Santa Barbara för att bygga en stor tvåmotorig flygbåt med plats för 10 passagerare som var tänkt att användas i deras rundflygverksamhet. Som tillverkningslokal hyrde man en mindre garagebyggnad. När ryktet spred sig i Santa Barbara om brödernas nya konstruktion blev John K. "Jack" Northrop nyfiken och åkte dit för att titta. Northrop som var duktig i matematik och teckning ombads att göra hållfasthetsberäkningar och svara för ritningarna till den nya Loughead F-1.
När USA gick med i första världskriget 1917 reste Allan till Washington för att förmå den amerikanska staten att köpa ett stort antal F-1. Men US Navy avvisade hans erbjudande med att de bara köpte beprövade modeller. Han fick däremot ett kontrakt på licenstillverkning av två Curtissflygbåtar samt ett löfte om att marinen skulle prova hans F-1.
F-1 blev färdig under våren 1918 och tillsammans med tre besättningsmedlemmar flög han flygplanet från Santa Barbara till San Diego i april på rekordtiden 181 minuter. Sedan US Navy hade genomfört sina testflygningar returnerades flygplanet till Loughead Aircraft där det modifierades till ett landflygplan. Med modifieringen hoppades bröderna Loughead att US Army skulle vara intresserade av flygplanet som ett långdistansbombplan och transportflygplan, men kriget tog slut innan modifieringen var klar. För att visa flygplanets kapacitet som bombplan genomförde man en flygning från Santa Barbara till Washington. Flygplanet flögs av Orvar "Swede" Meyerhoffer med Aaron R. Ferneau som co-pilot och Leo G. Flint som mekaniker.
När Loughead Aircraft var färdiga med de två licenstillverkade Curtissflygbåtarna HS-2L för US Navy på våren 1919, reparerade och modifierade de tillbaka det havererade flygplanet till en flygbåt igen.
Malcolm, som tidigare uppfunnit ett hydrauliskt bromssystem för bilar, startade 1919 företaget Lockheed Hydraulic Brake Company för att marknadsföra sitt bromsystem. I och med att intresset för hans system ökade slutade Malcolm med flygplanstillverkning och flyttade till Detroit. 1924 lyckades han sälja sitt hydraulbromssystem till Walter Chrysler, som redan samma år introducerade bromsarna i sina bilar. Ford gick dock hans teknik till mötes först 1939. Malcolm Loughead döpte systemet efter hur hans namn uttalades, Lockheed, och stavade därefter även sitt efternamn på fonetiskt vis. Mängder av bilfabrikanter har genom åren köpt bromsar från Lockheed.